# San Diego (Californië)
San Diego is een stad in de Verenigde Staten, en ligt in San Diego County, in het uiterste zuidwesten van Californië, aan de grens met Mexico. De stad telt 1,3 miljoen inwoners en is vooral bekend als industrieel en commercieel centrum. Door het zachte steppeklimaat en de ligging aan de Grote Oceaan is San Diego een druk bezochte badplaats. Bekende trekpleisters zijn SeaWorld San Diego, de San Diego Zoo en Balboa Park.
San Diego heeft een natuurlijke haven en is mede hierom een belangrijke uitvalsbasis voor de Amerikaanse marine aan de Amerikaanse westkust. De stad is met Coronado verbonden via de 3.407 meter lange San Diego-Coronado Bridge die in 1969 werd geopend. San Diego is ook bekend om de ruimtevaartindustrie en de Universiteit van Californië - San Diego (UCSD), die eigenlijk ten noorden van de stad San Diego in La Jolla ligt. Een andere openbare universiteit in San Diego is de San Diego State University (SDSU).
De gemeente San Diego grenst direct aan Mexico en de gemeente Tijuana, de op zes na grootste stad van Mexico met 1,3 miljoen inwoners. De stadscentra liggen 28 km uit elkaar. Er is een tramlijn van het centrum van San Diego naar de grensovergang, 's werelds drukste, in de buurt van San Ysidro. De grensovergang op de snelweg heeft 30 rijstroken.

## Geschiedenis
De eerste Europeaan die de regio bezocht was Juan Rodríguez Cabrillo in 1542, maar hij heeft daar nooit een nederzetting gesticht; uiteindelijk is San Diego gesticht door Spaanse kolonisten onder leiding van Gaspar de Portolá in 1769. In 1821 werd Mexico onafhankelijk van Spanje en San Diego werd hierbij deel van de Mexicaanse staat. Na een daling van 432 inwoners naar 150 tot 100 inwoners brak in 1846 de Mexicaans-Amerikaanse Oorlog uit en bezetten Amerikaanse troepen de stad na enkele schermutselingen met de Californio's, zoals de Slag bij San Pasqual. In het Verdrag van Cahuenga (1847) capituleerden de Californio's en bij de Vrede van Guadalupe Hidalgo (1848) werd het gebied rondom de Baai van San Diego aan de Verenigde Staten toegewezen. De oorspronkelijke ligging van de stad San Diego was aan de voet van de Presidio Hill, in het gebied waar nu het Old Town San Diego State Historic Park ligt. Die plaats was niet ideaal, want hij lag een aantal kilometer verwijderd van bevaarbaar water. In 1850 trachtte William Heath Davis een nieuwe gebied te ontwikkelen, direct aan de baai gelegen en genaamd New San Diego, verscheidene mijlen ten zuiden van de oorspronkelijke nederzetting. Maar ook na enkele tientallen jaren bestond het nog steeds maar uit een paar huizen, een pier en een legerdepot.
Rond 1860 pleitte Alonzo Horton ervoor de stad te verplaatsen naar het gebied aan de baai. Hij noemde dit New Town, en het staat nu bekend als Downtown San Diego. Hortons niet aflatende promotie voor het gebied leidde er uiteindelijk toe dat mensen en bedrijven begonnen te verhuizen naar de nieuwe stad, vooral vanwege de ligging aan de baai, wat handig was voor de scheepvaart. New Town overschaduwde al snel de oorspronkelijke nederzetting, die op de dag van vandaag bekend is als Old Town. New Town werd het economische en bestuurlijke hart van de stad. San Diego bleef echter een slaperig stadje tot de komst van de spoorverbinding in 1878.
Tijdens de Tweede Wereldoorlog werd San Diego een belangrijk knooppunt voor de militaire activiteiten en defensieactiviteiten, als gevolg van de aanwezigheid van veel militaire installaties en defensiefabrikanten. De bevolking van de stad groeide snel tijdens en na de Tweede Wereldoorlog, meer dan een verdubbeling tussen 1930 (147.995 inwoners) en 1950 (333.865 inwoners). Na de Tweede Wereldoorlog speelde het leger nog steeds een belangrijke rol in de lokale economie maar na de Koude Oorlog eisten de bezuinigingen een zware tol van de lokale defensie- en ruimtevaartindustrie. De resulterende neergang leidde ertoe dat de bestuurders van San Diego probeerden de economie van de stad te diversifiëren door te focussen op onderzoek en wetenschap, en op toerisme.
Vanaf het begin van de 20e eeuw tot de jaren zeventig waren de Amerikaanse tonijnvissersvloot en de bijbehorende conservenindustrieën grotendeels gevestigd in San Diego, de 'tonijnhoofdstad van de wereld'. De eerste tonijnconservenfabriek werd opgericht in 1911, en tegen de jaren dertig werkten bij de conservenfabrieken meer dan 1000 mensen. De fabrieken werden bevoorraad door een grote vissersvloot, meestal bemand door allochtone vissers uit Japan, en later van de Portugese Azoren en Italië, wier invloed nog steeds voelbaar is in wijken als Little Italy en Point Loma. Vanwege de stijgende kosten en de concurrentie uit het buitenland werd de laatste conservenfabriek begin jaren tachtig gesloten.

## Geografie

### Topografie
San Diego ligt aan de zuidwestkust van de Verenigde Staten en in het zuidwesten van de staat Californië. De stad bevindt zich in San Diego County, een van de in totaal 58 county's in Californië, en ligt ongeveer 25 kilometer ten noorden van de Mexicaanse grens. Door de Californische stroom is het zeewater relatief koel. De stad ligt op ongeveer 200 diepe ravijnen en heuvels die worden gescheiden van plateaus. De meeste huizen en bedrijven liggen traditioneel gezien op deze plateaus. Het creëren van kleine gebieden natuurlijke open ruimte verspreid over de stad geeft San Diego een heuvelachtige geografie. De San Diego River loopt door het midden van San Diego van oost naar west, door een vallei die de stad verdeelt in een noordelijk en zuidelijk deel.

### Klimaat
San Diego heeft volgens het klimaatsysteem van Köppen een zacht steppeklimaat (type BW). San Diego wordt gekenmerkt door warme, droge zomers en milde winters. Er valt niet veel neerslag in de stad, namelijk slechts 263 mm per jaar (229 mm per jaar in La Jolla in het noorden). Deze neerslag valt voornamelijk in de winter (december tot en met maart). December is de koudste maand van het jaar (13,6 °C), augustus de warmste (22 °C). De zomertemperaturen in het noordelijke deel van de stad zijn (overdag) een stuk warmer dan in het stadscentrum. In augustus heeft La Jolla heeft een gemiddelde dagelijkse maximumtemperatuur van ongeveer 32 °C. In het centrum (luchthaven) is dit slechts 25 °C.
De stad staat bekend om haar mist, voornamelijk in de maand juni (June Gloom). Daarom wordt er soms gesproken over een mild steppeklimaat gekenmerkt door mist (subtype BWn). Indien de mist buiten beschouwing wordt gelaten, ligt de stad op de grens tussen het koude en het warme steppeklimaat. De gemiddelde jaartemperatuur in San Diego (luchthaven) is 17,6 °C; in La Jolla is dit 18,6 °C. De grens tussen het warme (BWh) en koude (BWk) steppeklimaat ligt op 18 °C.
Het klimaat in San Diego, zoals in veel van de gebieden in Californië, varieert vaak sterk over korte geografische afstanden. Dit resulteert in microklimaten, en in dit geval is dat voornamelijk te danken aan de topografie van de stad (de baai, en de vele heuvels, bergen en ravijnen). Maar de stad heeft het hele jaar door een mild klimaat.

## Demografie
Van de bevolking is 10,5% ouder dan 65 jaar en zij bestaat voor 28% uit eenpersoonshuishoudens. De werkloosheid bedraagt 3% (cijfers volkstelling 2000).
Ongeveer 25,4% van de bevolking van San Diego bestaat uit hispanics en latino's, 7,9% is van Afrikaanse oorsprong en 13,6% van Aziatische oorsprong.
Het aantal inwoners steeg van 1.111.031 in 1990 naar 1.223.400 in 2000 en naar 1.322.553 in 2012.
De agglomeratie heeft 3.095.313 inwoners (2010) aan de Amerikaanse zijde van de grens, terwijl de agglomeratie als geheel, inclusief Tijuana, 5.105.761 inwoners heeft.

## Bezienswaardigheden
- San Diego Museum of Art
- Timken Museum of Art
- SeaWorld San Diego
- San Diego Zoo
- Balboa Park.

## Sport
Honkbalclub San Diego Padres is de enige sportclub uit San Diego die uitkomt in een van de vier grootste Amerikaanse sportcompetities. Daarbuiten is voetbalclub San Diego FC sinds 2025 actief in de Major League Soccer en speelt haar wedstrijden in het Snapdragon Stadium.

## Openbaar vervoer
San Diego beschikt naast verschillende buslijnen over het lightrailnetwerk San Diego Trolley, bestaande uit drie lijnen.
Het belangrijkste station van San Diego is het Santa Fe Depot. Van hieruit kunnen reizigers noordwaarts reizen met de Pacific Surfliner van Amtrak naar o.a Los Angeles.
San Diego beschikt ook over een eigen forenzenlijn Coaster. Coaster bestaat uit één lijn en vormt het voorstadsnetwerk waarmee forenzen van en naar het centrum worden gebracht.

## Stedenbanden
San Diego had anno 2014 vijftien stedenbanden.
- Alcalá de Henares, Spanje
- Campinas, Brazilië
- Cavite, Filipijnen
- Edinburgh, Verenigd Koninkrijk
- Jalalabad, Afghanistan
- Jeonju, Zuid-Korea
- León, Mexico
- Perth, Australië
- Taichung, Taiwan
- Tema, Ghana
- Tijuana, Mexico
- Vladivostok, Rusland
- Warschau, Polen
- Yantai, China
- Yokohama, Japan

## Plaatsen in de nabije omgeving
De onderstaande figuur toont nabijgelegen plaatsen in een straal van 16 km rond San Diego.

## Bekende personen uit San Diego

### Geboren
- Evelyn Furtsch (1914-2015), sprintster
- Baby Peggy (1918-2020), kindactrice
- Nanette Fabray (1920-2018), actrice, zangeres en danseres
- Robert Lansing (1928-1994), acteur
- Billy Casper (1931-2015), golfer en golfbaanontwerper
- Robert Duvall (1931), acteur
- Maureen Connolly (1934-1969), tennisster
- Geoffrey Lewis (1935-2015), acteur
- Margaret O'Brien (1937), actrice en voormalig kindster
- Victor Buono (1938-1982), acteur en komiek
- Fred Ward (1942-2022), acteur
- Michael McCulley (1943), astronaut
- Ted Danson (1947), acteur
- Arnie Robinson (1948-2020), verspringer
- Greg Bear (1951-2022), sciencefictionschrijver
- Tess Gerritsen (1953), schrijfster
- Susanna Thompson (1958), actrice
- Charlene Tilton (1958), actrice
- RuPaul (1960)  dragqueen, model, programmamaker, presentator, schrijver en acteur
- Carol Greider (1961), moleculair biologe en Nobelprijswinnares (2009)
- William McCool (1961-2003), astronaut
- Julie White (1961), actrice
- Matt Cameron (1962), muzikant
- Mike Whitmarsh (1962-2009), beachvolleyballer
- John Ottman (1964), filmeditor, -componist en -regisseur
- Stanley Love (1965), astronaut
- Michael Andrews (1967), muzikant en filmmuziekcomponist
- Tony Hawk (1968), skater
- Christian Hoff (1968), acteur
- Jazzmun (1969), acteur en dragqueen
- Cameron Diaz (1972), actrice
- Emma Caulfield (1973), actrice
- Holly Marie Combs (1973), actrice
- Atom Willard (1973), Drummer
- Rey Mysterio (1974), worstelaar
- Mayim Bialik (1975), actrice
- Liza Del Mundo (1975), (stem)actrice
- Kevin Daniels (1976), acteur
- Jerry Trainor (1977), acteur
- Johna Stewart-Bowden (1979), actrice
- Nick Cannon (1980), acteur, komiek, rapper
- Lauren Fendrick (1982), beachvolleyballer
- Adam Driver (1983), acteur
- Monique Henderson (1983), sprintster
- Dominick Cruz (1985), vechtsporter
- Kendra Wilkinson (1985), televisiepersoonlijkheid en model
- Usha Vance (1986), juriste en second lady van de Verenigde Staten
- Eric Avila (1987), voetballer
- Brittany Anne Pirtle (1989), actrice
- Hazel Brugger (1993), Duits-Zwitsers presentatrice
- Sterling Beaumon (1995), acteur
- Ryan Ochoa (1996), acteur
- Lukas Gage (1995), acteur
- Michael Norman (1997), atleet
- Raegan Revord (2008), actrice

### Overleden
- Maria Goeppert Mayer (1906-1972), Duits-Amerikaans natuurkundige

## Galerij

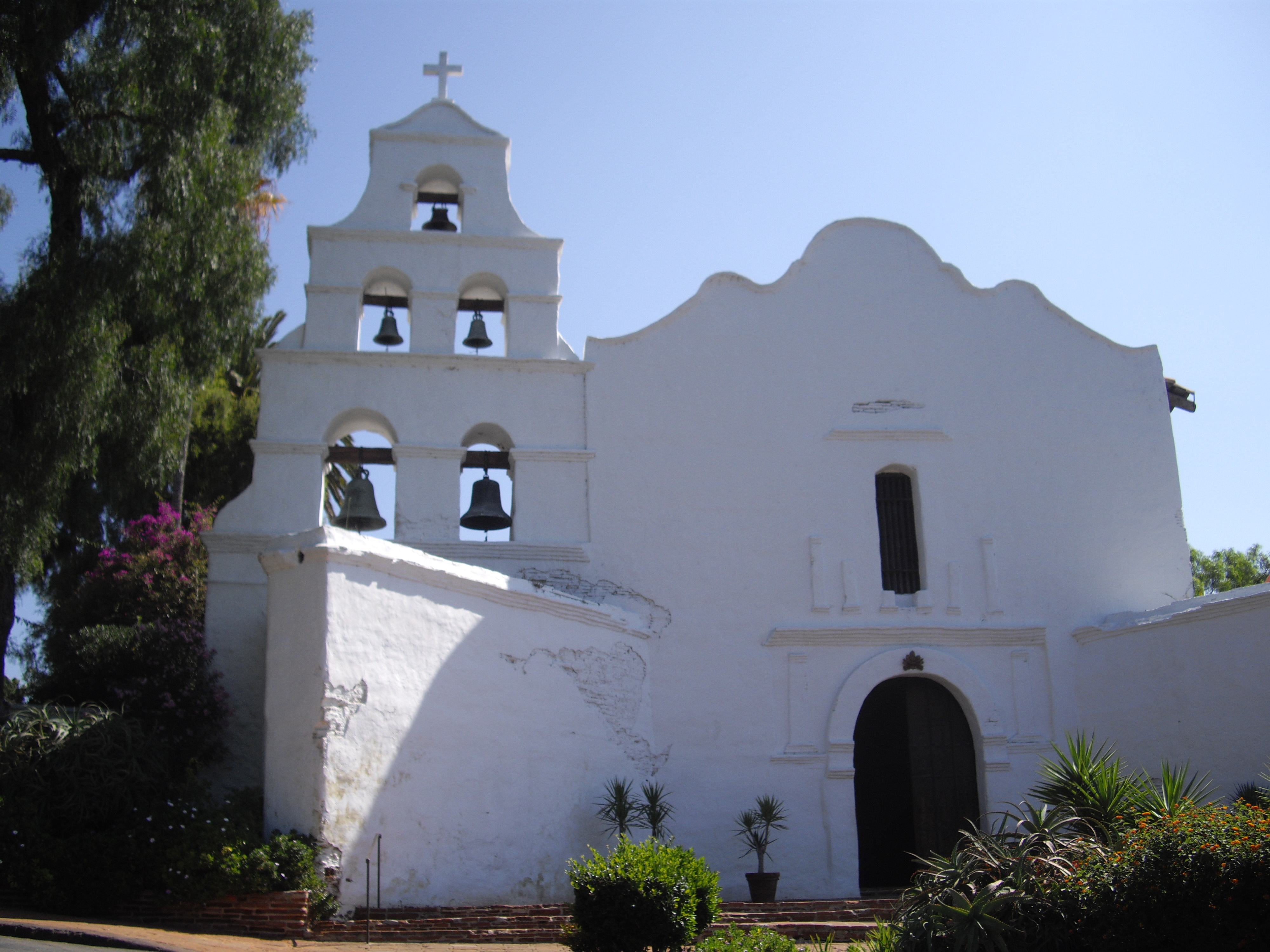
De missiepost San Diego de Alcalá
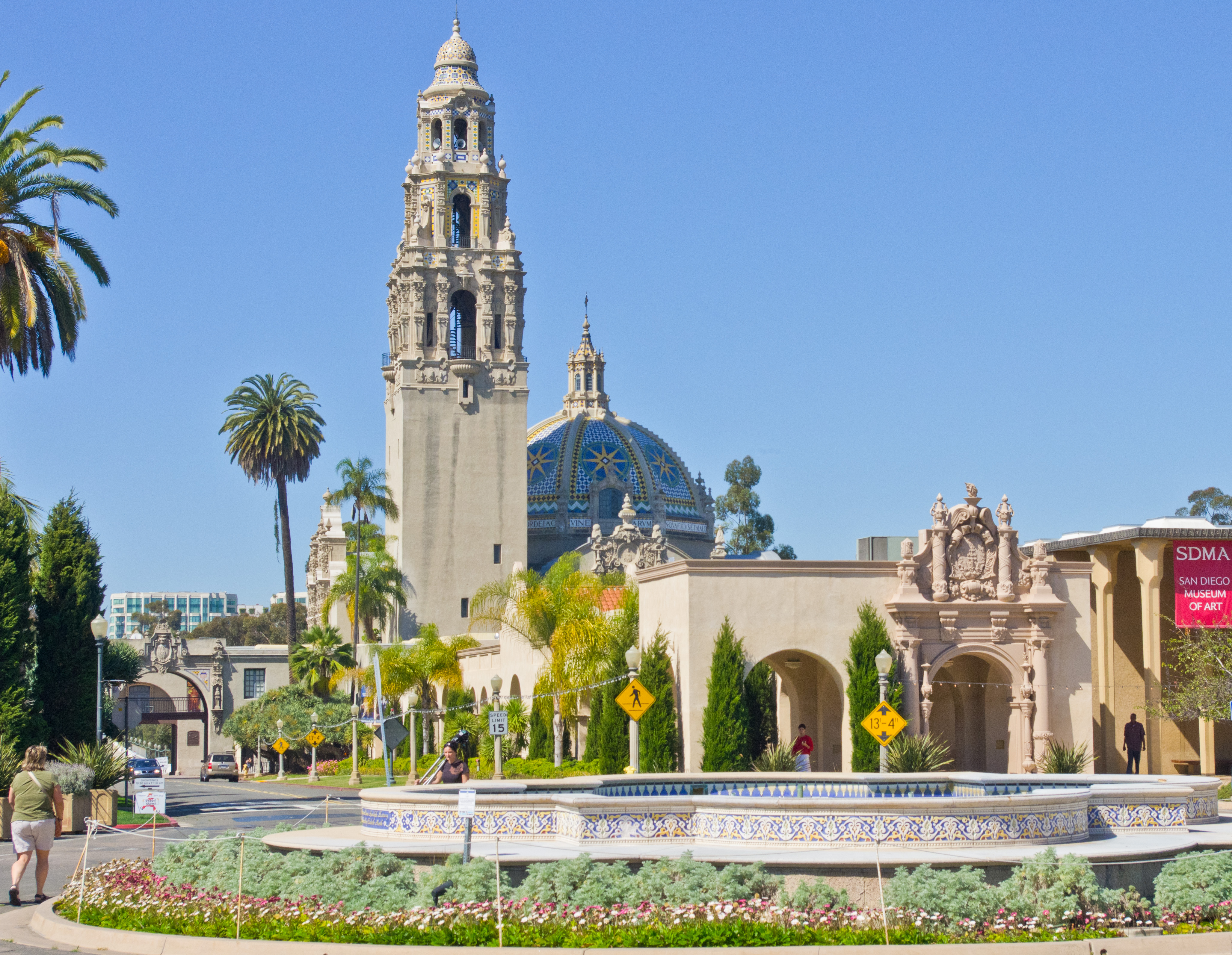
Balboa Park
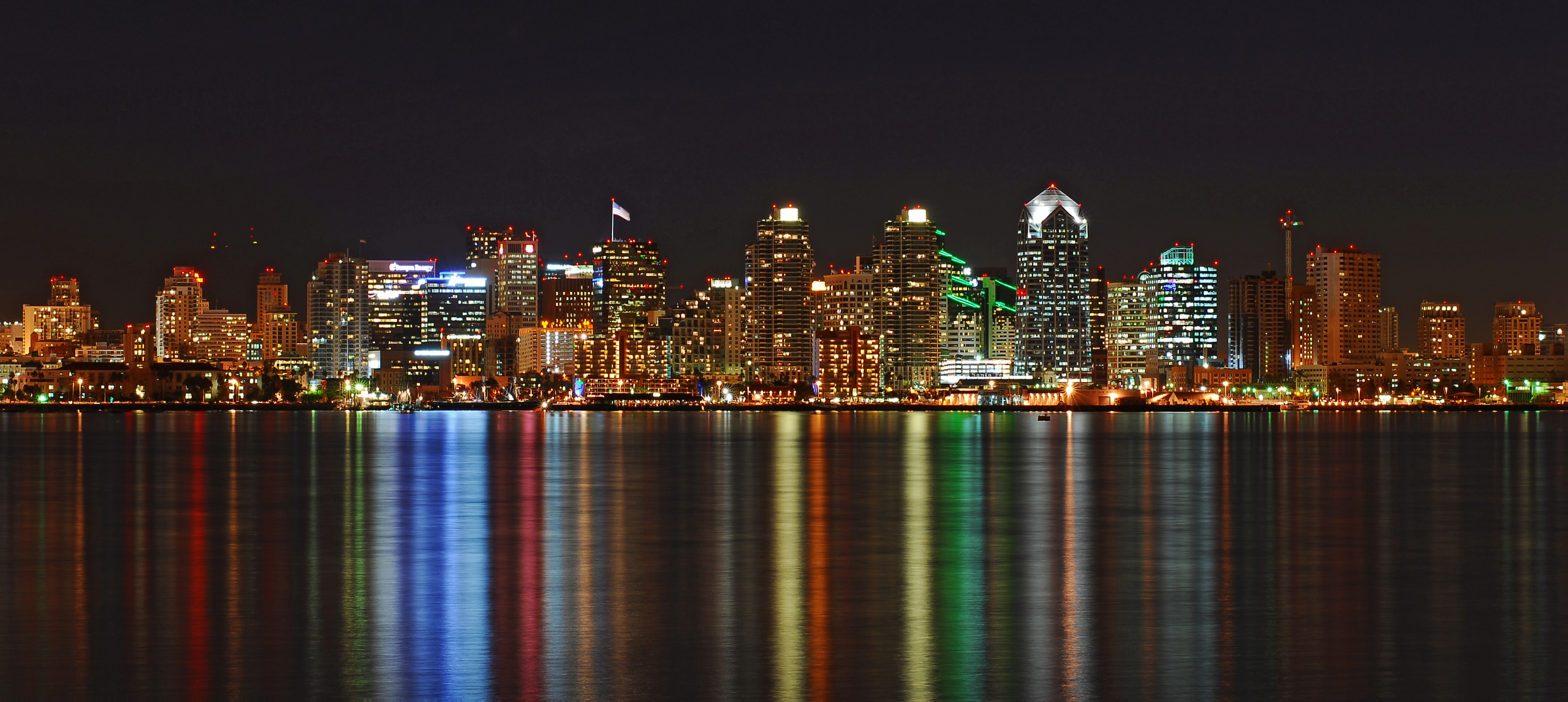
De skyline van San Diego 's nachts vanuit Coronado Island.
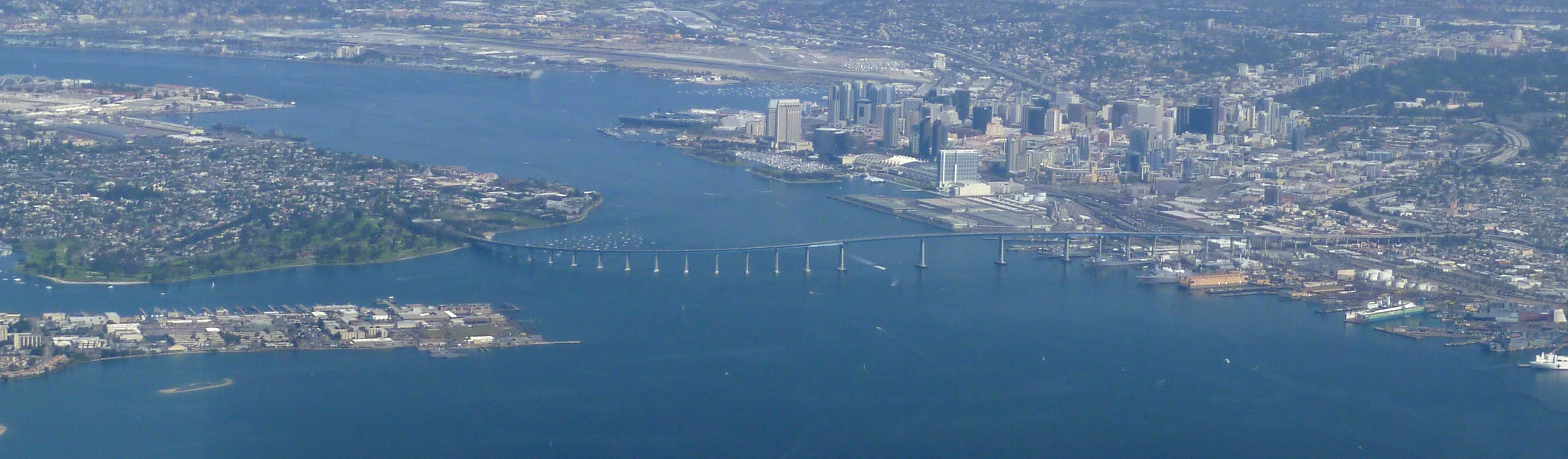
San Diego-Coronado Bridge met San Diego Downtown op de achtergrond (r).
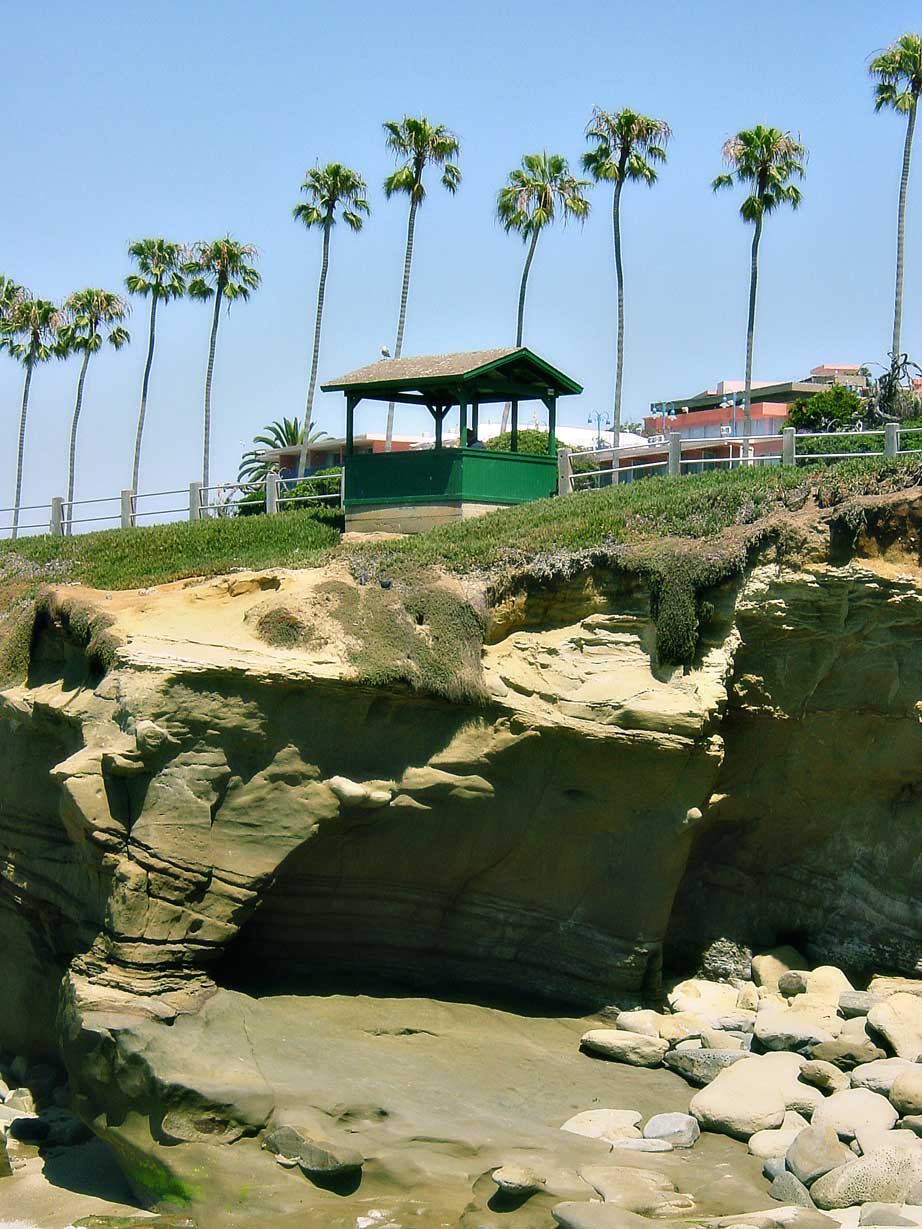
La Jolla Cove, San Diego
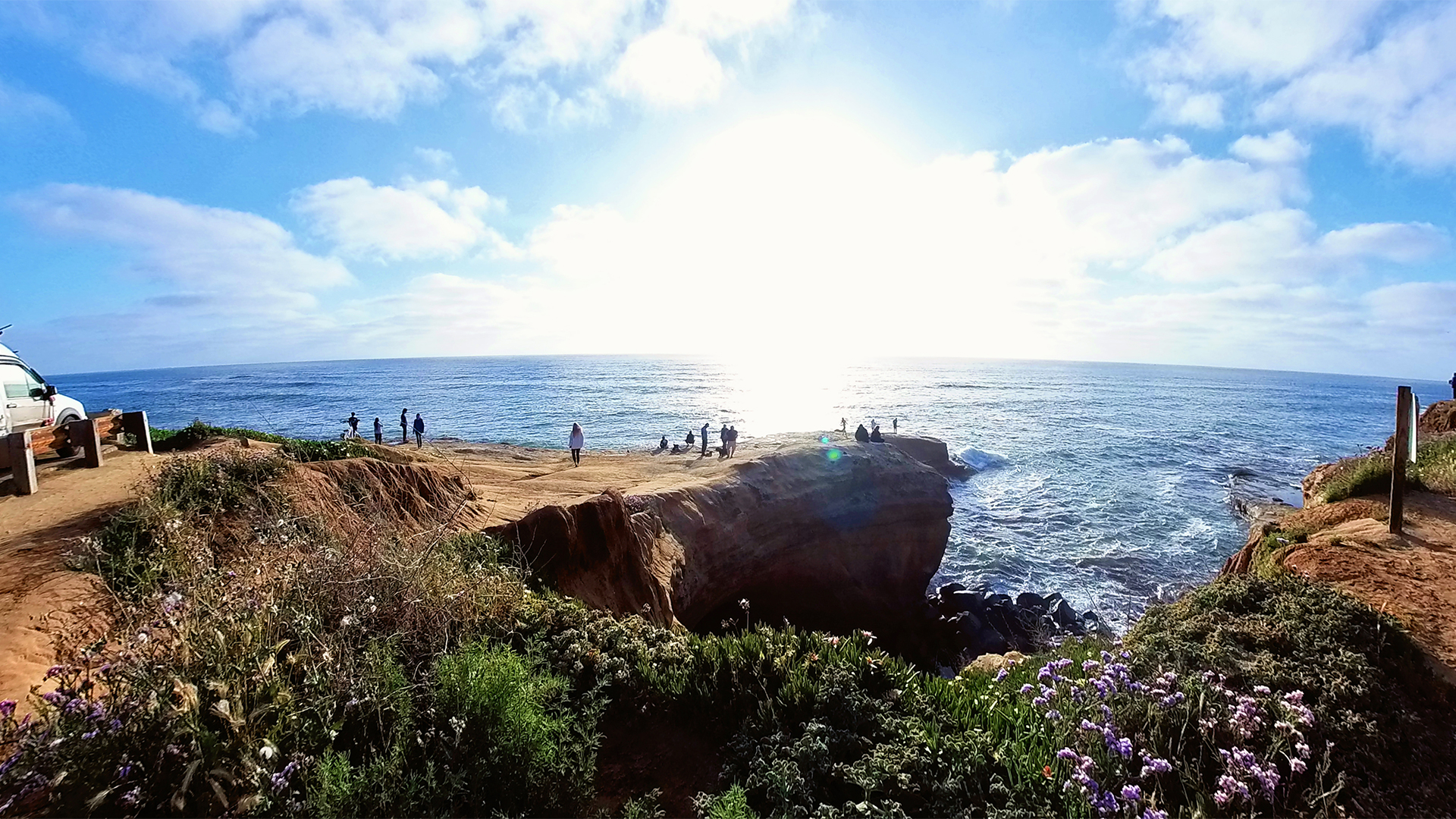
Sunset Cliffs in San Diego, California